# Табасарани
Табасарани (рус. табасараны) су кавкаски народ, који претежно живи у Русији, већином у Републици Дагестан, у којој, по попису из 2010, чини 4,1% становништва, и у којој представља седми народ по бројности, после Авара (29,4%), Даргинаца (17,0%), Кумика (14,9%), Лезгина (13,3%), Лакаца (5,6%) и Азера (4,5%). Табасарани су већином исламске вероисповести, а говоре табасаранским језиком, који спада у дагестанску групу севернокавкаске породице језика.
Према попису из 2010. године, укупно их у Русији има 146.360.